# Syun Koide
Syun Koide (Japans: 小出 峻, Koide Shun, Higashiosaka, 26 oktober 1999) is een Japans autocoureur. In 2022 won hij de titel in het Japans Formule 4-kampioenschap en in 2024 werd hij kampioen in de Super Formula Lights.

## Carrière

### Formule 4
Koide maakte zijn debuut in het formuleracing in 2020 in het Japans Formule 4-kampioenschap. Hij zou oorspronkelijk rijden voor het team Honda Formula Dream Project, voordat Honda zich terugtrok als gevolg van de coronapandemie. Uiteindelijk reed hij vanaf het tweede raceweekend voor het team Vegaplus. Een vierde plaats op de Fuji Speedway was zijn beste resultaat en hij werd met 36 punten tiende in de eindstand.
In 2021 bleef Koide actief in de Japanse Formule 4 en stapte hij over naar het teruggekeerde Honda Formula Dream Project. Hij behaalde zijn eerste overwinning op het Sportsland SUGO en stond hiernaast nog vier keer op het podium: tweemaal op SUGO en eenmaal op zowel Fuji als de Suzuka International Racing Course. Met 124 punten werd hij zesde in het klassement.
In 2022 reed Koide een derde seizoen in de Japanse Formule 4 en bleef hij rijden voor het Honda Formula Dream Project. Hij kende een dominant seizoen met negen overwinningen en twaalf podiumplaatsen uit veertien races. Met 279 punten werd hij zodoende gekroond tot kampioen in de klasse.

### Super Taikyu
In 2020 reed Koide in drie races van de Super Taikyu Series bij het team Racer Dome Racing als teamgenoot van Mitsuhiro Endo en Shinji Nakano. Hij won de race op Autopolis en werd met 77,5 punten vierde in de ST-TCR-klasse.
In 2021 bleef Koide actief in de Super Taikyu bij het hernoemde team Racer M&K Racing met Endo en Nakano. Hij won races op Fuji, Autopolis en Suzuka en werd met 107 punten tweede in de eindstand. In 2022 reed hij enkel in de 24 uur van Fuji, waarin hij tweede werd. In 2023 reed hij in dezelfde race in de ST-Q-klasse bij het Team HRC.
In 2024 stapte Koide over naar de ST-2-klasse, waarin hij voor het Team Spoon reed. Hij behaalde een overwinning op Fuji en werd met 73 punten zesde in het kampioenschap.

### Super Formula Lights
In 2023 maakte Koide de overstap naar de Super Formula Lights, waarin hij de enige coureur van het team Toda Racing was. Hij behaalde zijn eerste zege op Fuji voordat hij op het Okayama International Circuit alle drie de races won. In de rest van het seizoen behaalde hij nog drie podiumfinishes: twee op het Sportsland SUGO en een op zowel Autopolis als de Twin Ring Motegi. Met 81 punten werd hij achter Iori Kimura en Hibiki Taira derde in de eindstand.
In 2024 stapte Koide binnen de Super Formula Lights over naar het B-Max Racing Team. Hij behaalde acht zeges: twee op Fuji, Okayama en Motegi en een op Autopolis en SUGO. Daarnaast stond hij nog drie keer op het podium. Met 114 punten werd hij gekroond tot kampioen in de klasse.

### Super GT
In 2023 debuteerde Koide in de GT300-klasse van de Super GT bij het Team UpGarage, waar hij de auto met Takashi Kobayashi deelde. Hij won twee races op Okayama en Suzuka en werd met 43 punten vijfde in het klassement.
In 2024 bleef Koide actief in de Super GT bij UpGarage naast Kobayashi. Hoewel hij op Motegi op het podium stond, waren zijn resultaten algemeen gezien minder dan in het voorgaande seizoen. Met 16 punten werd hij veertiende in het kampioenschap.
In 2025 stapt Koide binnen de Super GT over naar de GT500-klasse, waar hij voor Astemo Real Racing de auto met Kodai Tsukakoshi deelt.

### Super Formula
In 2025 maakt Koide zijn debuut in de Super Formula, waar hij zijn samenwerking met het B-Max Racing Team voortzet.